# Bromsvallssjön
Bromsvallssjön är en sjö i Hudiksvalls kommun i Hälsingland och ingår i Harmångersån-Delångersåns kustområde. Sjön är 10 meter djup, har en yta på 0,85 kvadratkilometer och är belägen 63,1 meter över havet.

## Delavrinningsområde
Bromsvallssjön ingår i det delavrinningsområde (685587-156403) som SMHI kallar för Mynnar i Hallstaån. Medelhöjden är 95 meter över havet och ytan är 12,63 kvadratkilometer. Det finns inga avrinningsområden uppströms utan avrinningsområdet är högsta punkten. Bromsvallsbäcken som avvattnar avrinningsområdet har biflödesordning 2, vilket innebär att vattnet flödar genom totalt 2 vattendrag innan det når havet efter 15 kilometer. Avrinningsområdet består mestadels av skog (78 procent). Avrinningsområdet har 1,13 kvadratkilometer vattenytor vilket ger det en sjöprocent på 8,9 procent.